# Pasteur-Insel
Die Pasteur-Insel (französisch Île Pasteur) ist eine kleine Felseninsel vor der Küste des ostantarktischen Adélielands. Sie liegt am südöstlichen Ende der Dumoulin-Inseln im Géologie-Archipel nördlich der Astrolabe-Gletscherzunge.
Luftaufnahmen der Insel entstanden bei der US-amerikanischen Operation Highjump (1946–1947). Französische Wissenschaftler kartierten sie im Verlauf einer von 1949 bis 1951 dauernden Forschungsreise und benannten sie nach dem französischen Chemiker und Mikrobiologen Louis Pasteur (1822–1895).